# Ниигата
Ниигата (на японски: 新潟県, по английската Система на Хепбърн Niigata-ken, Ниигата-кен) е една от 47-те префектури на Япония, разположена е в централната част на страната на най-големия японски остров Хоншу на брега на Японско море. Ниигата е с население от 2 444 108 жители (14-а по население към 1 март 2005 г.) и има обща площ от 12 582,47 км² (5-а по площ). Едноименният град Ниигата е административният център на префектурата. В префектура Ниигата са разположени 20 града.

## Побратимени градове
- Владивосток, Русия
- Харбин, Китай